# گلوکوزا
گلوکوزا (روسی: Наталья Ильинична Чистякова-Ионова؛ زادهٔ ۷ ژوئن ۱۹۸۶) با نام اصلی ناتالیا ایلیینیچنا ایونووا خواننده، بازیگر و مجری تلویزیونی اهل روسیه است. او با سبک پاپ الکترونیک و اجراهای منحصربه‌فردش به شهرت رسید و در اوایل دههٔ ۲۰۰۰ با آهنگ‌های پرفروشش مورد توجه قرار گرفت.

## آغاز حرفه موسیقی
ناتالیا ایونووا از کودکی علاقهٔ زیادی به موسیقی داشت و فعالیت خود را در رسانه‌های روسیه آغاز کرد. او با نام هنری گلوکوزا به دنیای موسیقی وارد شد و با انتشار تک‌آهنگ Невеста (عروس) در سال ۲۰۰۳ به شهرت گسترده‌ای دست یافت. این آهنگ در کنار تک‌آهنگ‌های دیگر مانند Глюк’oZa Nostra و Снег идёт محبوبیت زیادی کسب کرد.

## موفقیت و شهرت بین‌المللی
سبک خاص گلوکوزا، که شامل ترکیبی از پاپ، الکترونیک و رقص همراه با کلیپ‌های انیمیشنی منحصربه‌فرد بود، او را به یکی از خوانندگان متمایز موسیقی پاپ روسیه تبدیل کرد. همکاری او با ماکس فادِیِف، تهیه‌کنندهٔ معروف، نقش مهمی در موفقیت حرفه‌ای او داشت.

## فعالیت‌های دیگر
علاوه بر خوانندگی، گلوکوزا در فیلم و تلویزیون نیز فعالیت داشته است. او در دوبلهٔ انیمیشن‌ها و برنامه‌های تلویزیونی روسیه مشارکت کرده و در برخی فیلم‌های سینمایی نیز حضور داشته است. همچنین او در دنیای مد و رسانه‌های اجتماعی فعال است و به عنوان یک چهرهٔ تأثیرگذار در فضای مجازی شناخته می‌شود.

## زندگی شخصی و تأثیرات
گلوکوزا با الکساندر چوستوف ازدواج کرده و دارای دو فرزند است. او همچنان در صنعت موسیقی و سرگرمی فعال است و به خلق آثار جدید ادامه می‌دهد. موسیقی او به دلیل سبک نوآورانه و شخصیت هنری خاص همچنان در میان طرفداران موسیقی روسیه محبوبیت دارد.